# Трудовое право в Азербайджане
Согласно статье 35-й Конституции Азербайджанской республики гражданам гарантируется право на труд, в частности, свободно выбирать вид деятельности, профессию, занятие и место работы, свободно заключать трудовые договора, «трудиться в безопасных и здоровых условиях, получать вознаграждение за свою работу без какой-либо дискриминации не меньше минимального размера оплаты труда, установленного государством», при этом нельзя принуждать к труду и к заключению трудового договора. Привлечение к принудительному труду допускается лишь на основе судебного решения, во время чрезвычайного и военного положения, а также «в связи с исполнением приказов полномочных лиц во время военной службы».
Трудовое законодательство Азербайджанской Республики состоит из Трудового кодекса и соответствующих законов. Трудовой кодекс регулирует трудовые отношения работниками и работодателями, а также другие правовые отношения между ними и соответствующими органами государственной власти, юридическими лицами, а также устанавливает минимальные нормы правил, обеспечивающих трудовые права физических лиц, и осуществление этих прав.

## История
С созданием Азербайджанской ССР прежнее законодательство в области труда было упразднено. Регулированием труда занимался Комиссариат труда Совета Народных Комиссаров.
Право вынесения дисциплинарных взысканий было передано товарищеским судам на предприятиях, от выговора до увольнения. Труд объявлялся принудительным. 
На предприятиях и организациях внедрено тарифное регулирование, категории рабочих. В зависимости от категории устанавливались тарифы на оплату труда. Также в зависимости от категории устанавливались нормы жилища и трудового пайка.

## Трудовой договор
Трудовой договор в соответствии с законодательством может быть бессрочный или срочным, по совместительству.
Трудовые договоры должны быть составлены в письменной форме, а также в двух экземплярах, по одному для каждой стороны. По общему правилу, трудовой договор вступает в силу после регистрации в электронной информационной системе. Трудовой договор может быть заключен и в коллективном порядке для выполнения ремонтно-строительных, погрузочно-разгрузочных, бытовых, торговых, посевных, животноводческих работ. Заключение трудового договора в коллективном порядке допускается с письменного согласия каждого члена коллектива.
Работник приступает к выполнению трудовых обязанностей после заключения трудового договора. Привлечение работодателем физических лиц к выполнению каких-либо работ (оказанию услуг) без вступления в юридическую силу трудового договора влечет административный штраф на физических лиц в размере от 1000 до 2000 манатов, на должностных лиц в размере от 3000 до 5000 манатов, на юридических лиц в размере от 20000 до 25000 манатов. Если данное деяние совершено в отношении десяти и более работников, то оно влечет уголовную ответственность. При этом назначается наказание в виде штрафа в размере от 7000 до 10000 манатов или лишения свободы на срок до 3 лет (при повторном преступлении – лишение свободы на срок от 3 до 7 лет).
В августе 2024 года внесены изменения в Трудовой кодекс, согласно которым начат переход на электронную форму трудового договора.

## Социальное обеспечение
Пенсия по старости — это ежемесячные денежные выплаты гражданам для компенсации утраченного дохода. Для получения данной пенсии необходимо наличие взносов в государственную систему обязательного социального страхования. Граждане имеют право на трудовую пенсию по возрасту, независимо от страхового стажа, если личный пенсионный капитал обеспечивает пенсию в размере не менее ее минимальной суммы либо при наличии не менее 25-летнего страхового стажа (за исключением лиц, которым трудовая пенсия по возрасту назначена до 1 января 2017 года). Предусматриваются также досрочные пенсии для тех, кто работал в течение длительного времени во вредных или опасных условиях труда, или женщин с пятью детьми.
Трудовая пенсия по возрасту состоит из трех элементов: минимальной, страховой, накопительной (индивидуальный пенсионный счет) частей. Каждый компонент имеет свои правила подсчета. Размер минимальной пенсии в 2017 году составляет 110 манатов. Страховая и накопительная части пенсии выплачиваются из средств обязательного государственного социального страхования. Страховая часть рассчитывается на основе страховых взносов в рабочем году в размере 25% заработной платы (22% платится работодателем, 3% – работником). Кроме того, в 2016 году была проведена индексация страховой части трудовых пенсий в соответствии с индексом потребительских цен.

## Основные права и обязанности сотрудников и работодателей

### Права и обязанности сотрудников
Трудовые отношения между работником и работодателем устанавливаются с момента вступления в силу трудового договора. Трудовое законодательство определяет права и обязанности сотрудников и работодателей. Работники имеют право получать соответствующую зарплату за свою работу и социальное страхование, оплачиваемые работодателем, работать в безопасных и здоровых условиях, вступать в профсоюзы или другую организацию. В то же время работники должны воздерживаться от нарушения трудовой дисциплины, требований безопасности труда, раскрытия государственной и коммерческой тайн и любых других, которые могут вызвать нарушение трудовых прав и интересов их коллег.

### Права и обязанности работодателей
Работодатели должны уважать права сотрудников. Они несут ответственность за соблюдение условий трудовых договоров, коллективных договоров и действующего трудового законодательства. Все решения и решения судебных или квази-судебных органов в отношении индивидуальных или коллективных споров должны выполняться работодателями. Работодатели должны стараться улучшить социальное обеспечение, включая заработную плату, устанавливать и поддерживать безопасность и здоровую рабочую среду, поощрять и создавать равные возможности для сотрудников только на основе их работы и принимать необходимые меры для предотвращения дискриминации, в частности по гендерным вопросам и сексуальным домогательствам.
Работодатели имеют право налагать дисциплинарные меры на работников из-за нарушения действующего трудового законодательства и трудового договора. Кроме того, они имеют право требовать компенсации за ущерб, причиненный сотрудниками.

## Уголовная ответственность за нарушение трудового законодательства
Запрещается принуждать человека работать путем запугивания, преследования, применения силы или ограничения свободы. Это действие наказывается лишением свободы на срок от четырех до восьми лет. Наказание может увеличиться, например, если одно и то же действие приводит к смерти кого-то. Нарушение правил техники безопасности или других правил охраны труда назначенным лицом наказывается, если оно наносит серьезный или вред здоровью человека или приводит к смерти какого-либо лица или лиц. Лица не могут работать, если трудовой договор не вступает в силу. Лица, несущие ответственность за это, должны нести уголовную ответственность в соответствии с Уголовным кодексом Азербайджана. Необоснованное прекращение трудового договора с женщинами из-за ее беременности или 3-летнего ребенка, который зависит от нее приводит к уголовной ответственности. Такой же закон действует для человека, который воспитывает своего ребенка в одиночку.

## Оплачиваемый отпуск
Трудовой кодекс Азербайджанской Республики предусматривает два вида ежегодных оплачиваемых трудовых отпусков: основные и дополнительные.
Основной оплачиваемый ежегодный отпуск составляет 21 день. Для отдельных категорий работников может быть установлен отпуск большей продолжительности. Учителя и научные сотрудники вправе получить 56 дней ежегодного основного оплачиваемого отпуска. Национальные герои Азербайджана, Герои Советского Союза вправе претендовать на 46 календарных дней такого отпуска. Ежегодный основной оплачиваемый отпуск актеров составляет 42 календарных дня. Часть неиспользованного трудового отпуска может быть присоединена к новому трудовому отпуску или использована отдельно.
Работникам, занятым на подземных работах, во вредных и тяжелых условиях труда, а также связанных с повышенной эмоциональностью, волнением, умственной и физической напряженностью, предоставляются дополнительные отпуска. Минимальная продолжительность дополнительного отпуска – 6 дней.
Право на отпуск связано с длительностью работы в конкретной организации. Работник может уйти в ежегодный оплачиваемый отпуск в первый год работы по истечении шести месяцев непрерывной работы у данного работодателя. Ежегодный основной оплачиваемый отпуск за второй и последующие годы работы может предоставляться в любое время в году по согласованию с работодателем.
В случаях, когда предоставление работнику трудового отпуска может нанести ущерб нормальному ходу производства, с согласия работника трудовой отпуск может быть перенесен на другое время.
По соглашению сторон ежегодный отпуск может быть разделен на части. При этом одна из частей оплачиваемого ежегодного трудового отпуска должна быть не менее двух календарных недель. Отзыв из отпуска компенсируется либо дополнительным днем отдыха, либо денежной выплатой.

## Международная организация труда и Азербайджан
Азербайджан стал членом Международной организации труда в мае 1992 года. МОТ открыла свой местный офис в Азербайджане в 2003 году. До конца сентября 2017 года Азербайджан ратифицировал 58 конвенций и 1 дополнительный протокол в рамках МОТ. Все фундаментальные и управленческие конвенции МОТ были ратифицированы Азербайджаном. С 18 по 19 ноября 2010 года в Баку состоялась 3-я Конференция Регионального альянса трудовых инспекций. Организаторами стали Министерство труда и социальной защиты населения Азербайджанской Республики, Международная ассоциация инспекций труда, МОТ и Всемирный банк.